# درکسویل (پنسیلوانیا)
درکسویل (به انگلیسی: Drexel Hill) یک منطقهٔ مسکونی در ایالات متحده آمریکا است که در پنسیلوانیا واقع شده‌است. درکسویل ۲۸٬۰۴۳ نفر جمعیت دارد.